# Krumovgrad
Krumovgrad (búlgaro:Крумовград) é uma cidade da Bulgária, localizada no distrito de Kardzhali. A sua população era de 4,961 habitantes segundo o censo de 2010.

## População
| Krumovgrad | Krumovgrad | Krumovgrad | Krumovgrad | Krumovgrad | Krumovgrad | Krumovgrad | Krumovgrad | Krumovgrad | Krumovgrad | Krumovgrad | Krumovgrad | Krumovgrad | Krumovgrad | Krumovgrad | Krumovgrad | Krumovgrad | Krumovgrad | Krumovgrad | Krumovgrad |
| --- | ---------- | ---------- | ---------- | ---------- | ---------- | ---------- | ---------- | ---------- | ---------- | ---------- | ---------- | ---------- | ---------- | ---------- | ---------- | ---------- | ---------- | ---------- | ---------- |
| Ano | 1887       | 1910       | 1934       | 1946       | 1956       | 1965       | 1975       | 1985       | 1992       | 2001       | 2002       | 2003       | 2004       | 2005       | 2006       | 2007       | 2008       | 2009       | 2010       |
| População |            |            |            | 1,514      | 2,230      | 3,627      | 5,223      | 6,620      | 5,286      | 5,239      | 5,239      | 5,258      | 5,220      | 5,235      | 5,196      | 5,140      | 5,045      | 5,010      | 4,961      |
| Fontes: Instituto Nacional de Estatísticas, „citypopulation.de“, „pop-stat.mashke.org“, Bulgarian Academy of Sciences |            |            |            |            |            |            |            |            |            |            |            |            |            |            |            |            |            |            |            |